# Corbi
Corbi is een Roemeense gemeente in het district Argeș.
Corbi telt 4240 inwoners.